# Cerion nanus
Cerion nanus é uma espécie de gastrópode da família Cerionidae.
É endémica das Ilhas Cayman.